# St. Petrus und Paulus (Friesenhofen)

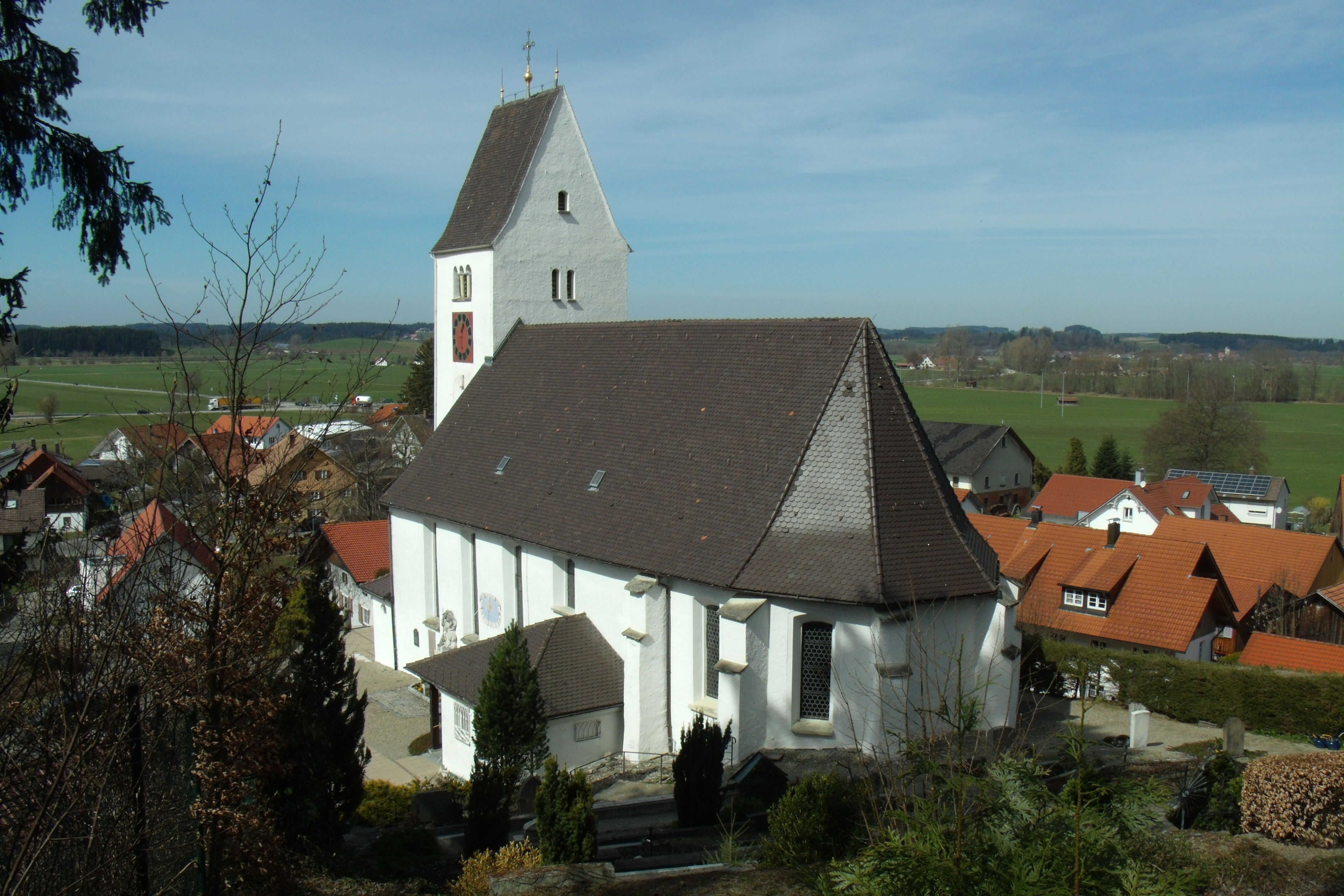
St. Petrus und Paulus in Friesenhofen

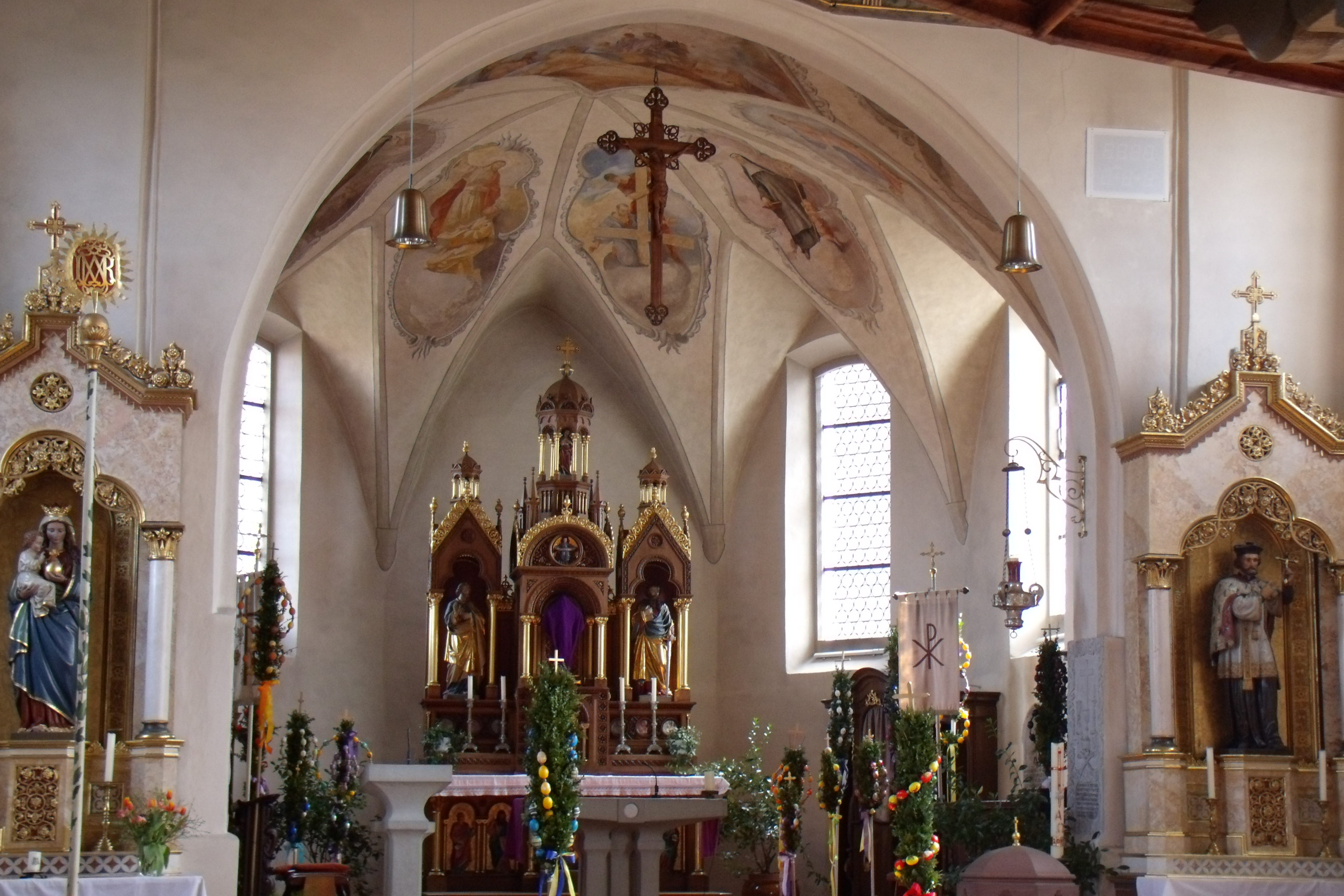
Chorraum (2012)

Die römisch-katholische Pfarrkirche St. Petrus und Paulus steht in 
Friesenhofen, einem Stadtteil der Großen Kreisstadt Leutkirch im Allgäu im Landkreis Ravensburg von Baden-Württemberg. Die Kirchengemeinde gehört zum Dekanat Allgäu-Oberschwaben in der Diözese Rottenburg-Stuttgart. Sie ist beim Landesamt für Denkmalpflege Baden-Württemberg als Baudenkmal eingetragen.

## Beschreibung
Die Saalkirche wurde um 1660 durch den Umbau des Vorgängerbaus von 1440 erbaut. Sie besteht aus einem Langhaus, einem dreiseitig geschlossenen Chor im Osten, der von Strebepfeilern gestützt wird, und einem Kirchturm im Westen, der aus der Achse nach Norden verschoben ist. Sein oberstes Geschoss beherbergt die Turmuhr und den Glockenstuhl. 
Der Innenraum des Erdgeschosses des Kirchturms ist mit einem Kreuzgratgewölbe überspannt, der des Langhauses mit einer Kassettendecke, deren Bemalung, u. a. mit einer Darstellung der Krönung Mariens aus der zweiten Hälfte des 17. Jahrhunderts, 1907 erneuert wurde. Auf der um 1610 eingebauten Empore steht die Orgel mit 20 Registern auf zwei Manualen, einem zusätzlichen Koppelmanual und Pedal, die 1983 von Martin Gegenbauer errichtet wurde.